# Кідіппа (дочка Охіма)
Кіді́ппа (дав.-гр. Κυδίππη, також відома як Кірбія) — персонаж давньогрецької міфології, дочка родоського царя Охіма і Гіторії.
Охім вирішив віддати свою дочку Кідіппу заміж герою Окрідіону, але її рідний дядько Керкаф, який був закоханий у племінницю, намовив вісника, що мав відвести Кідіппу до Окрідіона як акт проголошення шлюб, привести її до нього. Взнавши про це, Охім дуже розгнівався, через що Керкаф і Кідіппа втекли з Родоса і повернулися лише тоді, як Охім вкрай постарішав. Тоді Керкаф став його спадкоємцем на престолі, тому що Охім з Гіторією не мали синів. Кідіппа народила Керкафу трьох синів Лінда, Іаліса, Каміра. По смерті батька і руйнівного потопу вони розділили острів між собою, і кожен заснував місто й назвав його своїм іменем (Ліндос, Іалізос і Камірос).
Існує також версія, згідно з якою Охім сам видав Кідіппу заміж за брата.
Її зобразив на картині Протоген. 